# 勒布尼茨 (梅克伦堡-前波美拉尼亚州)
勒布尼茨是德国梅克伦堡-前波莫瑞州的一个市镇。总面积22.24平方公里，总人口636人，其中男性333人，女性303人（2011年12月31日），人口密度29人/平方公里。